# 林再民
林再民（1964年6月—），浙江临海人，越剧演员。1979年8月，进入浙江省三门县越剧团唱小生，擅长演唱尹桂芳、范瑞娟的两派唱腔。1987年出演古装剧《双血箭》，饰甘宁一角，参加浙江省第三届戏剧节，获得演员三等奖。1991年主演《情系断桥》。1993年后，多次被浙江省越剧团借用，出演《巧凤》、《一鸟九命》等戏剧、《天之骄女》、《秋瑾》、《陈三两》、《江南儿女情》等电视剧。2017年，出演越剧电影《何文秀》。